# Hortigal
Hortigal es una localidad del municipio de San Vicente de la Barquera (Cantabria, España). Queda a unos 5 kilómetros al sur de la capital municipal, lindando ya con Val de San Vicente. En el año 2023 contaba con una población de 36 habitantes (INE), de los que 25 residían en el núcleo urbano y los otros 11 diseminados.
El pueblo está situado a una altitud de 75 metros sobre el nivel del mar, a orillas del río Gandarilla, que nace en esta parte meridional del municipio y que forma la marisma llamada de Rubín. Al paso de este río se encuentra una presa de hormigón. Se une al río Escudo, que tiene su propia marisma, y juntos desembocan en la Ría de San Vicente de la Barquera. En un paraje de este término se encuentra el dolmen Cotero de la Mina, descubierto en 1981.
- Datos: Q5902387